# Луд град
„Луд град“ (на английски: Mad City) е американски драматичен трилър от 1997 г. на режисьора Костас Гаврас, сценарият е на Том Матюс и Ерик Уилямс, и участват Дъстин Хофман, Джон Траволта, Мия Киршнър, Алън Алда, Блайт Данър, Тед Левин, Реймънд Дж. Бари и Лари Кинг. Това е първият англоезичен филм на Костас Гаврас след „Музикална кутия“ (1989).